# Lansquenet (jeu)
Pour les articles homonymes, voir lansquenet (homonymie).

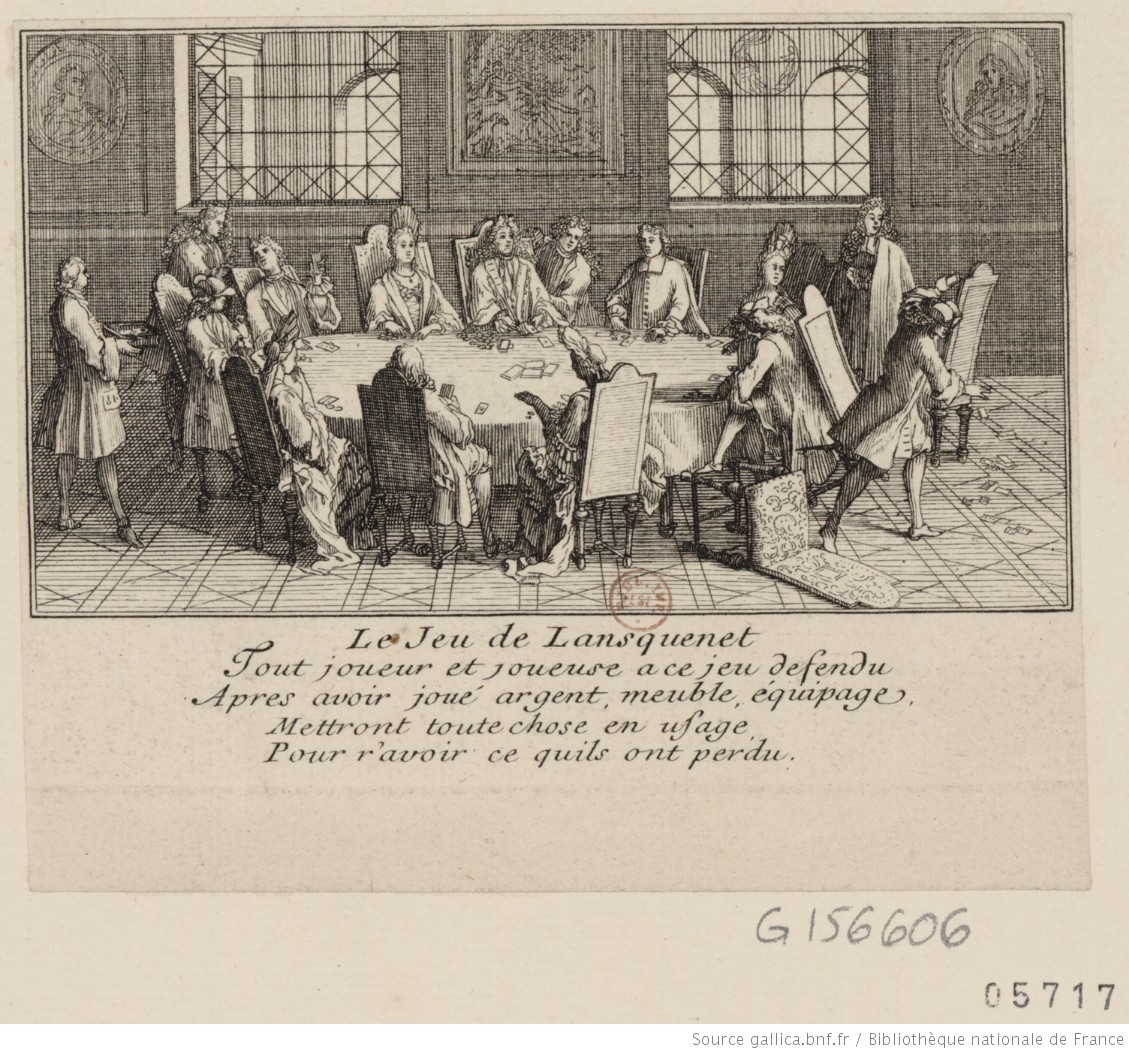
Estampe représentant des joueurs de lansquenet au XIXe siècle

Le lansquenet est un jeu de cartes qui fut très populaire en France au cours du XVIIe siècle et au début du XVIIIe siècle. Tombé en désuétude par la suite, il fut recréé au XIXe siècle avec des règles fortement simplifiées.
Bien que l'interdiction d'y miser de l'argent fût plusieurs fois renouvelée, des fortunes y changeaient de mains, notamment durant la Régence (1715-1723).

## Règles du jeu
Le jeu se joue avec un paquet de 52 cartes entre 4 à 12 joueurs appelés « coupeurs ».
Le banquier mélange les cartes, les donne à couper au coupeur assis à sa gauche, puis distribue une carte, face visible, devant chaque coupeur en commençant par celui situé à sa droite, et en poursuivant dans le sens inverse des aiguilles d'une montre jusqu'au coupeur placé à sa gauche. Ces cartes visibles sont appelées « cartes droites ». Dès qu'un coupeur a sa carte droite, il y dépose son enjeu, dont le montant est fixé par convention entre les joueurs au début de la partie. Cet enjeu de base est appelé le fond du jeu. La distribution aux coupeurs étant achevée, et le fond du jeu déposé par les coupeurs sur leur carte droite, le banquier découvre la carte suivante du talon et la place à sa droite de manière visible. Elle lui appartient.
Le banquier continue ensuite à retourner les cartes du talon, jusqu'à ce qu'apparaisse une carte dont la valeur numérique correspond à l'une des cartes posées sur la table :

- Si la carte d'un coupeur est semblable à celle provenant du talon, le banquier lève la carte du coupeur après en avoir ramassé le ou les jetons placés dessus, puis, s'il reste au moins une carte droite en jeu, il découvre la carte suivante du talon. 

- Si la carte du banquier est semblable à celle provenant du talon, il doit verser à chacun des coupeurs possédant encore leur carte droite un nombre de jetons égal à celui placé dessus. Il cesse alors d'être banquier pour redevenir simple coupeur. Le coup est terminé et le coupeur suivant devient banquier.
 
En cas de « jumelles », c'est-à-dire de cartes identiques retournées des deux côtés, le croupier prend la moitié de la mise.
Robert-Houdin a décrit un mécanisme permettant à un joueur de tricher au lansquenet, en empalmant puis en plaçant sur le jeu un paquet de cartes dans l'ordre.

## Dans la littérature
Bernard Simiot décrit dans son roman Ces messieurs de Saint-Malo une partie de lansquenet entre Frédéric, beau-frère du personnage principal Mathieu Carbec, et un tricheur qui force les perdants à s'engager dans la Compagnie des Indes pour éponger leurs dettes.
Victor Hugo fait référence à ce jeu dans Ruy Blas : à l'acte II, scène 1 du drame, la reine Marie de Neubourg, délaissée par le roi Charles II son mari, et ennuyée par le protocole, demande une table pour faire une partie de lansquenet avec ses femmes. Cela lui est refusé par la camera mayor.
Alexandre Dumas indique, dans Les Trois Mousquetaires, que Porthos perd argent et cheval en jouant au lansquenet. Il y joue également avec son laquais pour passer le temps. Ce qui est contradictoire avec les règles de ce jeu qui ne se joue qu’à partir de quatre joueurs.
Jules Barbey d’Aurevilly y fait référence dans Une vieille maîtresse » au chapitre « l’égoïsme à deux ».
Dans l'ouvrage Les Liaisons dangereuses de Choderlos de Laclos, le lansquenet est évoqué comme distraction dans deux lettres de la marquise de Merteuil.
Saint-Simon mentionne le lansquenet au début de ses Mémoires: "D'abord il y avoit une musique ; puis des tables par toutes les pièces, toutes prêtes pour toutes sortes de jeux ; un lansquenet où Monseigneur et Monsieur jouoient toujours; [...]"

## Dans l'opéra
Dans la Vie parisenne de Jacques Offenbach, Frick le bottier affirme jouer au lansquenet :
J’ai toujours, après le dîner,  
Pour avis qu’il faut cartonner ; 
Baccarat ou bien lansquenet, 

J’ai dans ma poche un jeu tout prêt.